# Callum Scotson
Callum Scotson (Gawler, 10 de agosto de 1996) é um ciclista austrliano especializado em provas de pista. Ele ganhou a medalha de ouro na prova de perseguição por equipes no Campeonato Mundial de 2016 e a medalha de prata no mesmo evento durante os Jogos Olímpicos do Rio.

## Carreira
Scotson disputou seu primeiro Campeonato Mundial em 2016, quando integrou a equipe australiana que conquistou a medalha de ouro na perseguição. Alguns meses depois estreou também nos Jogos Olímpicos, onde disputou a primeira fase da perseguição por equipes e viu seus companheiros conquistarem a medalha de prata na final contra a Grã-Bretanha.
No Mundial de 2017, em Hong Kong, ficou em segundo lugar na prova de madison ao lado de Cameron Meyer. Nessa mesma prova voltaram a figurar no pódio no Campeonato Mundial de 2018, em Apeldoorn, dessa vez conquistando o bronze, mesma medalha que Scotson obteve na corrida de scratch.